# 圣马丽娜-德尔雷伊
圣马丽娜-德尔雷伊（西班牙語：Santa Marina del Rey），是西班牙卡斯蒂利亚-莱昂莱昂省的一个市镇。 总面积46平方公里，总人口2517人（001年），人口密度55人/平方公里。